# Тауша
Тауша (нем. Tauscha) — бывшая коммуна в немецкой федеральной земле Саксония. С 1 января 2016 года входит в состав общины Тиендорф.
Подчиняется земельной дирекции Дрезден и входит в состав района Мейсен. На 31 января 2014 года население Тауши составляло 1454 человека. Занимает площадь 23,88 км². Официальный код  был  14 2 85 350.
Коммуна подразделялась на 4 сельских округа.